# Lac Nilgaut
Lac Nilgaut är en sjö i Kanada.   Den ligger i regionen Outaouais och provinsen Québec, i den sydöstra delen av landet, 180 km nordväst om huvudstaden Ottawa. Lac Nilgaut ligger 297 meter över havet. Arean är 16,9 kvadratkilometer. Den sträcker sig 8,3 kilometer i nord-sydlig riktning, och 7,3 kilometer i öst-västlig riktning.
I omgivningarna runt Lac Nilgaut växer i huvudsak blandskog. Trakten runt Lac Nilgaut är nära nog obefolkad, med mindre än två invånare per kvadratkilometer.